# Peyton (nome)
Peyton  è un nome proprio di persona inglese maschile e femminile.

## Varianti
- Maschili: Payton[2]
- Femminili: Payton[2]

## Origine e diffusione
Il prenome Peyton deriva forse da un cognome, derivato a sua volta da un toponimo del Sussex (Inghilterra), che significa letteralmente "città di Pæga". Può anche essere considerato una variante del nome Patrick.
Peyton è maggiormente diffuso al femminile. Negli Stati Uniti, si attesta intorno al 50º posto tra i nomi femminili maggiormente diffusi mentre, tra i nomi maschili, si trova oltre il 200º posto. Meno diffuso è invece il suo uso nel Regno Unito.

## Onomastico

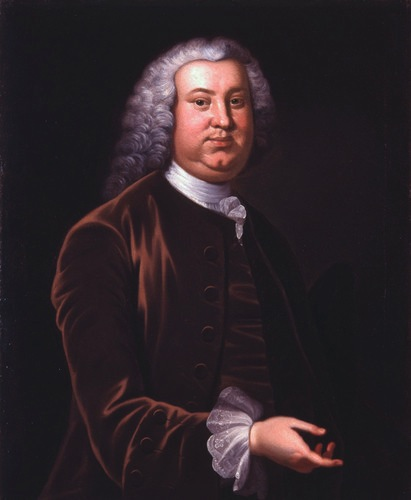
Peyton Randolph

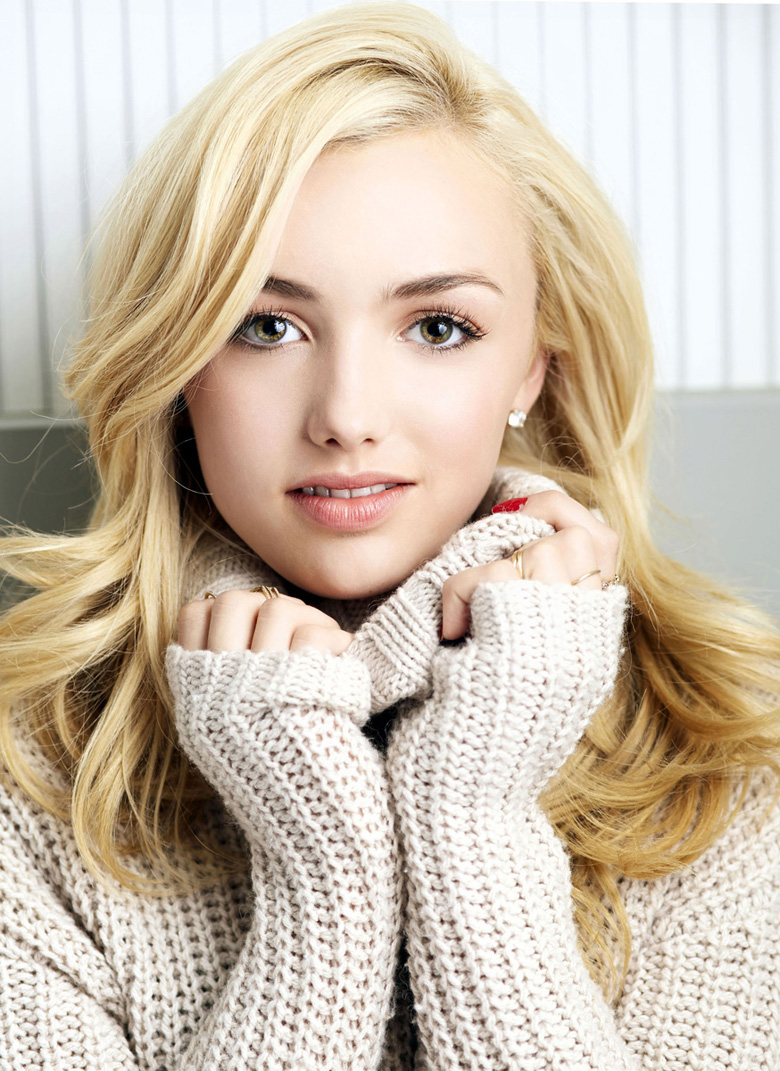
Peyton Roi List

Il nome è adespota e quindi l'onomastico viene festeggiato il 1º novembre, giorno dedicato alla festa di Ognissanti.

## Persone

### Maschile
- Peyton Clark, attore statunitense
- Peyton Hillis, giocatore di football americano statunitense
- Peyton Manning, giocatore di football americano statunitense
- Peyton Meyer, attore statunitense
- Peyton Reed, regista statunitense
- Peyton Randolph, politico statunitense
- Peyton Siva, cestista statunitense

### Femminile
- Peyton List (1986), attrice statunitense
- Peyton List (1998), attrice statunitense

## Il nome nelle arti
- Peyton è un personaggio del film del 1992 Il mio amico scongelato (Encino Man), interpretato dall'attore Mark Adair-Rios[5].
- Peyton Sawyer è un personaggio della serie televisiva One Tree Hill (2003-2012), interpretato dall'attrice Hilarie Burton[6].
- Peyton è un personaggio del film del 2013 Sex After Kids, interpretato dall'attore Paul Amos[7].
- Peyton è un personaggio del film del 2014 Boys of Abu Ghraib, interpretato dall'attrice Sara Paxton[8].